# Gabyna erratrix
Gabyna erratrix är en fjärilsart som beskrevs av Heinrich Benno Möschler 1880. Gabyna erratrix ingår i släktet Gabyna och familjen nattflyn. Inga underarter finns listade i Catalogue of Life.